# Josef Guláš
Josef Guláš, Jr. (* 1996 oder 1997) ist ein professioneller tschechischer Pokerspieler. Er gewann 2021 das Main Event der World Series of Poker Europe.

## Persönliches
Guláš stammt aus Most. Sein gleichnamiger Vater ist ebenfalls professioneller Pokerspieler.

## Pokerkarriere
Guláš spielt seit seinem 16. Lebensjahr Poker. Er verdient sein Geld vorrangig mit Cash Games und spielt nur gelegentlich Live-Pokerturniere. Seine erste Geldplatzierung bei einem Live-Event erzielte der Tscheche Anfang Oktober 2014 beim Italian Poker October Festival im King’s Resort in Rozvadov bei einem Turnier der Variante No Limit Hold’em. Im Oktober 2021 erreichte er an gleicher Stelle beim Main Event des Italian Poker Sport den Finaltisch und belegte den mit knapp 50.000 Euro dotierten dritten Platz. Ebenfalls im King’s Resort entschied Guláš Anfang Dezember 2021 das Main Event der World Series of Poker Europe für sich. Dafür setzte er sich gegen 687 andere Spieler durch und erhielt ein Bracelet sowie eine Siegprämie von knapp 1,3 Millionen Euro.
Insgesamt hat sich Guláš mit Poker bei Live-Turnieren mehr als 1,5 Millionen US-Dollar erspielt.